# Condado de Cabarrus (Estados Unidos)
El condado de Cabarrus (en inglés: Cabarrus County) es uno de los 100 condados del estado de Carolina del Norte (Estados Unidos). En el año 2000 tenía una población de 131 063 habitantes con una densidad poblacional de 139 personas por km². La sede del condado es Concord.

## Geografía
Según la Oficina del Censo, el condado tiene un área total de 945 km² (364,9 mi²), de la cual 943 km² (364,1 mi²) es tierra y 3 km² (1,2 mi²) es agua.

## Historia
Se fundó a finales de 1792, de una escisión del condado de Mecklenburg. En 1799 se encontró oro en las cercanías de Concord, siendo el primero documentado en los actuales EE. UU.

### Municipios
El condado se divide en doce municipios:
Municipio de Harrisburg, Municipio de Poplar Tent, Municipio de Odell, Municipio de Kannapolis, Municipio de New Gilead, Municipio de Rimertown, Municipio de Gold Hill, Municipio de Mt Pleasant, Municipio de Georgeville, Municipio de Midland, Municipio de Central Cabarrus y Municipio de Concord.

### Condados adyacentes
- Condado de Rowan - norte
- Condado de Stanly - este
- Condado de Union - sur
- Condado de Mecklenburg - oeste
- Condado de Iredell - noroeste

## Demografía
En el 2000 la renta per cápita promedia del condado era de $46 140, y el ingreso promedio para una familia era de $53 692. El ingreso per cápita para el condado era de $21 121. En 2000 los hombres tenían un ingreso per cápita de $36 714 contra $26 010 para las mujeres. Alrededor del 7,10% de la población estaba bajo el umbral de pobreza nacional.

## Lugares

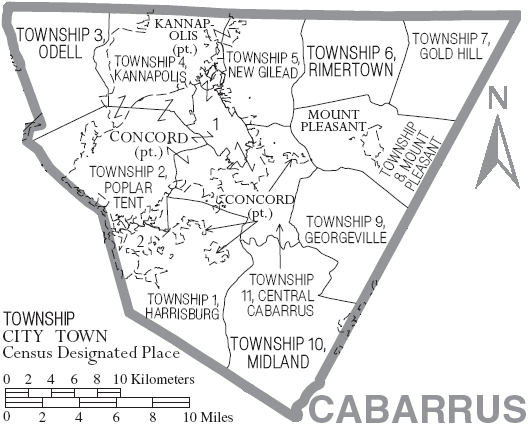
Mapa del Condado de Cabarrus en Carolina del Norte con sus municipios

### Ciudades y pueblos
- Concord
- Harrisburg
- Kannapolis
- Mount Pleasant
- Midland

También es notable el reciente impulso para su incorporación en la comunidad Odell School, que está localizado en la esquina noroeste del condado. Los residentes actuales tienen esperanza de incorporar como un medio para evitar la anexión por parte de la ciudad de Kannapolis.

### Comunidades
- Georgeville
- Odell School
- Rimertown